# Asminderød Kirke
Asminderød Kirke ligger i Asminderød, ved Fredensborg, i Nordsjælland.
Kirken var oprindelig en granitbygning i rundbuestil uden tårn. Det meget store kirketårn og en stor tilbygning (den sidste vist først fra slutningen af det 18. århundrede) på skibets søndre side samt nogle mindre tilbygninger på nordre side er af teglsten og senere tilføjede. Korets gavlmure er prydede med smukke blindinger. Skibet har 4 krydshvælvinger med svære piller af teglsten. I tårnets nordre væg er der indmuret en gammel ligsten.

## Altertavlen
Kirkens udskårne altertavle har året 1658.

## Prædikestolen
Prædikestolen er med Christian den 4.s navnetræk.

## Stolestaderne
På 2 af stolestaderne står navnene Hans Rostgaard og Kirsten Pedersdatter, der havde skænket et legat til sognet.

## Klokker
Den mindste kirkeklokke er støbt 1511 af Johannes Fastenove (den store er fra 1553).

## Kirkeskibene
Det ene kirkeskib er en model af Anna Catharina, en orlogsbrig med 2 x 8 + 2 kanoner. Modellen er udført 1820 af fisker Svend Jensen i Rungsted og givet af fisker Anders Larsen i Humlebæk. Det blev ophængt mellem 1850 – 1900. Kirkeskibet blev renoveret 1990 af maler Ove Andersen, Slagelse.
Det andet kirkeskib er en model af Søe-Blomsten, en 3-mastet fregat (orlogsfregat) med 2 x 14 kanoner. Modellen er udført i slutningen af det 18. århundrede og skænket til kirken den 16. februar 1835 af Anders Stibolt Pedersen, styrmand ved de kongelige skibe. Kirkeskibet blev renoveret 1991 af maler Ove Andersen, Slagelse.
- Orlogsbriggen Anna Catharine
- Orlogsfregatten Søe-Blomsten
- Søe-Blomsten agter

## Begravede
På kirkegården ligger balletmester August Bournonville og digteren Fr. Paludan-Müller begravede.

## Eksterne kilder og henvisninger
- Asminderød Kirke hos KortTilKirken.dk
- Asminderød Kirke hos danmarkskirker.natmus.dk (Danmarks Kirker, Nationalmuseet)